# Odontocepheus oglasae
Odontocepheus oglasae är en kvalsterart som beskrevs av Baratti och Bernini 1994. Odontocepheus oglasae ingår i släktet Odontocepheus och familjen Carabodidae. Inga underarter finns listade i Catalogue of Life.